# Нью-Філадельфія (Огайо)
Нью-Філадельфія (англ. New Philadelphia) — місто (англ. city) в США, в окрузі Таскарвас штату Огайо. Населення — 17 677 осіб (2020).

## Географія
Нью-Філадельфія розташований за координатами 40°29′11″ пн. ш. 81°26′25″ зх. д. / 40.48639° пн. ш. 81.44028° зх. д. (40.486484, -81.440151).  За даними Бюро перепису населення США в 2010 році місто мало площу 21,72 км², з яких 21,28 км² — суходіл та 0,44 км² — водойми.

## Демографія
Згідно з переписом 2010 року, у місті мешкало 17 288 осіб у 7282 домогосподарствах у складі 4541 родини. Густота населення становила 796 осіб/км².  Було 7909 помешкань (364/км²).
Расовий склад населення:
| - 94,0 % — білих - 1,2 % — чорних або афроамериканців - 0,6 % — азіатів - 0,4 % — вихідців з тихоокеанських островів - 0,4 % — корінних американців - 1,6 % — осіб інших рас |

До двох чи більше рас належало 1,8 %. Частка іспаномовних становила 4,2 % від усіх жителів.
За віковим діапазоном населення розподілялося таким чином: 21,9 % — особи молодші 18 років, 61,3 % — особи у віці 18—64 років, 16,8 % — особи у віці 65 років та старші. Медіана віку мешканця становила 40,4 року. На 100 осіб жіночої статі у місті припадало 94,1 чоловіків;  на 100 жінок у віці від 18 років та старших — 91,1 чоловіків також старших 18 років.
Середній дохід на одне домашнє господарство  становив 53 357 доларів США (медіана — 40 718), а середній дохід на одну сім'ю — 64 709 доларів (медіана — 54 387). Медіана доходів становила 37 343 долари для чоловіків та 29 330 доларів для жінок. За межею бідності перебувало 17,0 % осіб, у тому числі 28,6 % дітей у віці до 18 років та 4,9 % осіб у віці 65 років та старших.
Цивільне працевлаштоване населення становило 8112 особи. Основні галузі зайнятості: виробництво — 24,0 %, освіта, охорона здоров'я та соціальна допомога — 20,7 %, мистецтво, розваги та відпочинок — 11,6 %, роздрібна торгівля — 10,2 %.